# الترشيح الأمريكي لكأس العالم 2022
الترشيح الأمريكي لكأس العالم 2022 هو العرض الرسمي الثاني من الاتحاد الأمريكي لكرة القدم. إذا كان هذا العرض ناجحًا، فستكون أمريكا قد استضافت نهائيات كأس العالم للمرة الثانية. أعلن اتحاد الولايات المتحدة لكرة القدم لأول مرة في فبراير 2007 أنه سيقدم عرضًا لاستضافة كأس العالم 2018. في 28 كانون الثاني 2009 أعلن الاتحاد أنه سيقدم عطاءات لكأسَي 2018 و 2022. في أكتوبر 2010 انسحبت من عملية تقديم العطاءات لعام 2018 للتركيز على الفوز بنسخة 2022. في 2 ديسمبر 2010 أُعلن أن قطر ستستضيف كأس العالم لكرة القدم 2022.
ديفيد داونز رئيس يونيفزيون كان المدير التنفيذي للعرض. استضافت الولايات المتحدة سابقًا كأس العالم لكرة القدم في 1994 وكذلك كأس العالم للسيدات في 1999 و2003.

## البرنامج
| التاريخ         | الاحداث                                                              |
| --------------- | -------------------------------------------------------------------- |
| 20 فبراير 2007  | تقديم الطلب رسميًا                                                    |
| 28 يناير 2009   | الموعد النهائي لتقديم العرض                                          |
| 16 مارس 2009    | الموعد النهائي لتقديم استمارات تسجيل العروض المكتملة                 |
| 14 مايو 2010    | الموعد النهائي لتقديم التفاصيل الكاملة للعرض                         |
| 6-9 سبتمبر 2010 | لجنة التفتيش تزور الولايات المتحدة                                   |
| 2 ديسمبر 2010   | يمنح الفيفا روسيا حق استضافة كأس العالم 2018، وقطر لكأس العالم 2022. |

## الأماكن المُرشحة
| كاليفورنيا       | كاليفورنيا               | تكساس              | ماريلاند         | إنديانا            |
| ---------------- | ------------------------ | ------------------ | ---------------- | ------------------ |
| ملعب روز بول     | مدرج لوس أنجلوس التذكاري | ملعب دالاس كاوبويز | ملعب فيديكس فيلد | ملعب لوكاس أويل    |
| استخدامات متعددة | استخدامات متعددة         | دالاس كاوبويز      | واشنطن ريدسكينس  | إنديانابوليس كولتس |
| السعة: 95000     | السعة: 77500             | السعة: 111000      | السعة: 82000     | السعة: 70000       |
|                  |                          |                    |                  |                    |

## شركاء العرض الرسميين
- الخطوط الجوية الأمريكية
- فوكس لكرة القدم
- إيه تي آند تي
- شركة والت ديزني
- شركة شيفرون
- صب واي
- كوهلز